# Вільям Крістол

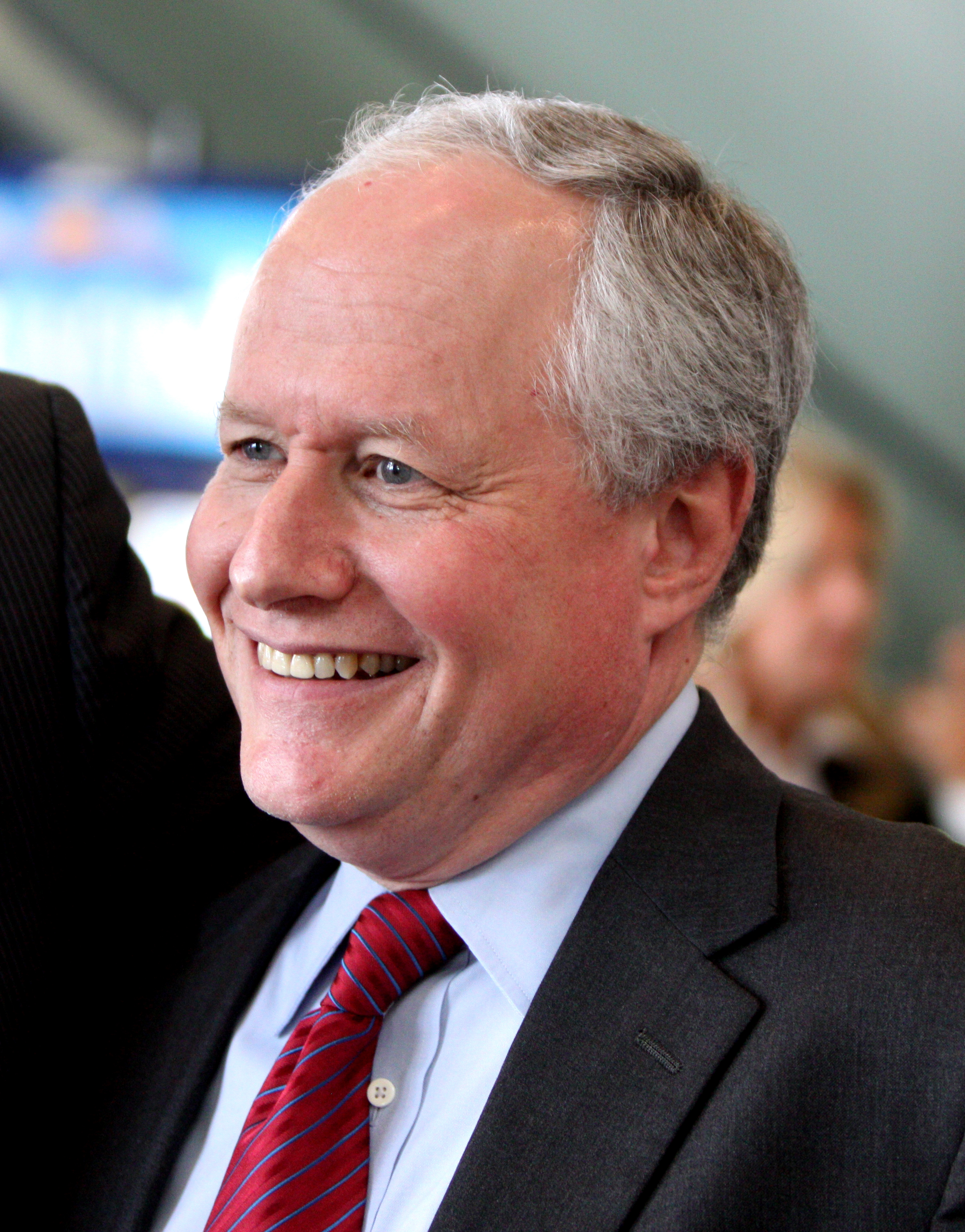
Вільям Крістол

Вільям Крістол (англ. William Kristol; нар. 23 грудня 1952, Нью-Йорк) — американський політичний коментатор і оглядач. Неоконсерватор.
Засновник і редактор політичного журналу «The Weekly Standard» і регулярний коментатор «Fox News Channel».

## Біографія
Син есеїста Ірвінга Крістола та історика Гертруди Гіммельфарб, племінник соціолога Мілтона Гіммельфарба. Випускник Гарвардського університету (бакалавр мистецтв, 1973, magna cum laude), ступінь доктора отримав там же у 1979 році.
У 1989–1993 роках керівник апарату віце-президента США Дена Квейла.
У 1997 році разом з Робертом Каганом заснував проект «Нове американський століття» (PNAC).
Одружений зі Сьюзан Шейнберг, має трьох дітей.